# Dares Frygijczyk
Dares Frygijczyk – fikcyjne imię pisarza greckiego z I wieku po Chr., autora pseudo-pamiętnika opisującego losy wojny trojańskiej, zachowanego w tłumaczeniu łacińskim pod tytułem De excidio Troiae.
O Daresie nie zachowały się żadne dane biograficzne. Z faktu, że grecki oryginał jego utworu znał w drugiej połowie I wieku po Chr. Ptolemeusz Chennos, przyjmuje się, że żył w tym samym stuleciu. Imię Daresa wziął od pomocnika kapłana Hefajstosa, wymienionego na początku piątej księgi, Iliady Homera. Jego utwór należy do ówczesnej twórczości retorycznej, zwanej anaskeué, będącej ćwiczeniem polegającym na obalaniu istniejącej tradycji. Dares wystylizował go na dziennik (ephēmeridés) pisany podczas wojny trojańskiej. Przebieg wojny jest opowiedziany z pozycji trojańskich. Trojanom też przyznaje autor moralną i militarną wyższość w toczącym się konflikcie. Przeciwstawia się również wyraźnie Homerowi: Patroklos ginie na długo przed „gniewem Achillesa”, Troja zostaje zdobyta w wyniku zdrady Eneasza. Uwiarygodnieniu relacji służy końcowe zestawienie strat poniesionych przez obydwie strony: Trojan miało zginąć 676 tysięcy, a Greków – 886 tysięcy.
W drugiej połowie I wieku po Chr. w ślady Daresa poszedł Ptolemeusz Chennos pisząc Antyhomera (Antihόmēros). Na początku II wieku na podstawie tych relacji swoją „mowę trojańską” ułożył Dion z Prusy. Oryginał grecki utworu Daresa zaginął, zachował się jedynie łaciński przekład z V wieku zatytułowany De excidio Troiae (O zburzeniu Troi). Tłumacz podaje się za historyka z czasów Cycerona i Korneliusza Neposa, informuje, że utwór odnalazł w Atenach i przetłumaczył na łacinę. Przekład swój dedykuje innemu historykowi rzymskiemu Salustiuszowi z zapewnieniem, że prawdą jest, nie to co napisał „rzekomy” Homer, ale to co wyszło spod pióra Trojańczyka Daresa. Wiarygodności Daresa bronił też w III wieku Elian, uznając ją za starszą od Iliady opowieść o wojnie trojańskiej tzw. Iliadę frygijską.
Grecki oryginał utworu nie zainteresował kronikarzy bizantyńskich, którzy w swojej twórczości sięgnęli po innego pseudohistoryka Diktysa Kreteńczyka. Natomiast łaciński Dares zdobył ogromną popularność na Zachodzie, gdzie w drugiej połowie XII wieku na jego podstawie Benoît de Sainte-Maure napisał wierszem swój Roman de Troie inicjując cały cykl romansów osnutych wokół wojny trojańskiej. W XIII wieku Guido della Colonna wydał utwór Daresa w kwiecistej łacinie, z pominięciem autora, jako Historia destructionis Troiae. Z utworu Colonny korzystali później Boccaccio przy pisaniu Filostrata, Chaucer pisząc poemat Troilus and Criseyde i Szekspir pisząc dramat Troilus i Kresyda. Na utworze Szekspira oparł się Wyspiański pracując nad dramatem Achilleis. Przeróbka łacińskiego Daresa, interpolowanego Diktysem, jako Historia trojańska ukazała się drukiem w Krakowie w 1563 roku i stała się ważnym źródłem przy pisaniu przez Kochanowskiego Odprawy posłów greckich.